# Paarse klompvoetkikker
De paarse klompvoetkikker (Atelopus hoogmoedi) is een kikker uit de familie padden (Bufonidae) en het geslacht klompvoetkikkers (Atelopus). De soort werd voor het eerst wetenschappelijk beschreven door Jean Lescure in 1974.
Atelopus hoogmoedi leeft in delen van Zuid-Amerika en komt voor in de landen Brazilië, Frans-Guyana, Guyana, Suriname. In vergelijking met andere klompvoetkikkers heeft deze soort een groot verspreidingsgebied. Door de internationale natuurbeschermingsorganisatie IUCN is de soort nog niet opgenomen op de lijst van bedreigde dieren.
Vóór de Binnenlandse Oorlog was de soort zeer talrijk op de Brownsberg. Nadat de plaats weer bereikbaar geworden was (1992), leek hij echter verdwenen. Maar later verschenen er weer exemplaren en rond 2004 leek de soort weer op volle sterkte aanwezig. Het is mogelijk dat dit door de schimmel Batrachochytrium dendrobatidis kwam die het uitsterven van talrijke kikkersoorten in Zuid-Amerika veroorzaakt heeft.